# مایکل بین
مایکل بین (به انگلیسی: Michael Biehn) (زاده ۳۱ ژوئیه ۱۹۵۶ در آلاباما) بازیگر آمرکایی است. او بیشتر به خاطر نقش‌هایی که در فیلم‌های جیمز کامرون نابودگر، نقش کایل ریس بیگانگان سرجوخه هیکس و آبیس ستفان کافی ایفا کرده معروف است. او همچنین در فیلم‌های سنگ قبر(tombsone)، صخره (the rock)، هنر جنگ (the Art of war)و ترور سیاره(Grindhouse segmnent planet terror) هم بازی کرده‌است.او در سریال hill street blues که برنده جایزه جایزه امی شده‌است، نیز ایفای نقش کرده‌است.
مایکل در نبراسکا بزرگ شده و سه بار هم ازدواج کرده‌است، اول چارلین اولسن (۱۹۸۰-۱۹۸۷) دوم جینا مارش (۱۹۸۸-۲۰۰۸) سوم جنیفر بلان (۲۰۰۹- حالا) و دارای ۴ پسر است که دو تای آن‌ها دو قلو هستند.
اولین فیلم سینمایی او گریس (grease)تولید سال ۱۹۷۸ با بازی جان تروولتا است.بعد از چند فیلم او در نابودگرنقش سرگروهبان کایل ریس که یک سرباز تنهاست که به گذشته باز گشته تا سارا کانر را نجات دهد، در سال ۱۹۸۴ بازی کرد. بازی بسیار خوب او باعث شد تا کامرون از او در فیلم‌های بیگانگان سرجوخه هیکس ۱۹۸۶ و آبیس ستفان کافی ۱۹۸۹ استفاده کند البته وی در فیلم نابودگر۲ هم بازی کرد اما نقش او در تدوین نهایی فیلم حذف شد. نتیجه حضور در این فیلم‌ها برای مایکل یک جایزه ویک نامزدی Saturn award برای فیلم‌های آبیس (The abyss)و بیگانگان(Aliens) برای او بود البته استودیو سخت تلاش کرد تا او نامزد جایزه اسکار برای فیلم آبیس شود ولی هیچ سودی نداشت.او هچنین قرار بود در فیلم آواتار (فیلم ۲۰۰۹) بازی کند که بخاطر حضور سینگورنی ویور (Sigourney Weaver) کامرون احساس کرد حضور این دو، ممکن است مردم را به یاد فیلم بیگانگان بیندازد به خاطر همین حضور وی لغو شد.
از فیلم‌های معروف او می‌توان به بازی در فیلم سقوط مرگبار و سوراخ اشاره کرد.

## زندگی شخصی
مایکل بین سه بار ازدواج کرد.همسر حال حاضر او جنیفر بلانک است. وی صاحب پنج فرزند است.

## بخشی از فیلم شناسی
مایکل بین تا یه حال در ۶۳ فیلم سینمایی و ۳۳ سریال تلویزیونی به ایفا نقش پرداخته که در اینجا به برخی از آنها اشاره می کنیم:

### سینمایی
- گریس (۱۹۷۸)
- فن (۱۹۸۱)
- نابودگر (۱۹۸۴)
- بیگانه ها (۱۹۸۶)
- هفتمین نشانه (۱۹۸۸)
- ورطه (۱۹۸۹)
- نابودگر ۲: روز داوری (۱۹۹۱)
- سقوط مرگبار (۱۹۹۳)
- ماه موهاوی (۱۹۹۶)
- صخره (فیلم) (۱۹۹۶)
- نقشه سوزان (۱۹۹۸)
- هنر جنگ (۲۰۰۰)
- خرابی (۲۰۰۵)
- چرخش (۲۰۰۷)
- دشنه (۲۰۰۸)
- سوگ (۲۰۱۰)
- سوراخ (۲۰۱۱)

### تلویزیونی
- مندلورین (۲۰۲۰)

## بازی ویدئویی
| سال  | اسم بازی                           | نقش                          | توضیحات                     |
| ---- | ---------------------------------- | ---------------------------- | --------------------------- |
| ۱۹۹۹ | Command & Conquer: Tiberian Sun    | GDI Commander Michael McNeil | Full Motion Video cutscenes |
| ۲۰۱۳ | بیگانگان: استعمار تفنگداران دریایی | سرجوخه هیکس                  | Also younger likeness       |
| ۲۰۱۳ | فار کرای ۳: خون اژدها              | Sergeant Rex "Power" Colt    |                             |
| ۲۰۱۶ | Trials of the Blood Dragon         | Sergeant Rex "Power" Colt    |                             |